# Camille Bloch (historien)
Pour les articles homonymes, voir Camille Bloch et Bloch.
Camille Bloch, né le 17 juillet 1865 au Thillot (Vosges) et mort le 15 février 1949 dans le 14e arrondissement de Paris, est un historien et archiviste français. Il se consacre à la vie économique et sociale à la fin du XVIIIe siècle. 

## Biographie
Camille Bloch commence ses études à Remiremont (Vosges), puis les poursuit au lycée Condorcet à Paris. Ayant échoué au concours d'entrée à l'École normale supérieure, il obtient une licence de lettres à la Sorbonne, entre à l'École nationale des Chartes en 1886 et en sort en 1890 avec le titre d'archiviste paléographe. Spécialiste de la Révolution Française, il soutient en 1908 une thèse de doctorat sur L'Assistance et l'État en France, à la veille de la Révolution.
De 1891 à 1896, il est archiviste départemental de l'Aude puis, de 1896 à 1904, du Loiret. Il s'engage localement dans les mouvements de gauche, notamment comme Président de la section orléanaise de la Ligue des Droits de l'Homme en 1904.
Ses recherches ont principalement porté sur la vie économique, la pauvreté et l'assistance publique à la fin du XVIIIe siècle.
Promu Inspecteur Général des Bibliothèques et des Archives, il quitte alors Orléans. et abandonne ses fonctions pour devenir Directeur, de 1918 à 1934, de la Bibliothèque-Musée de la Guerre. Il va alors y concentrer ses recherches sur la Guerre de 1914-1918. 
Elevé en 1934, au grade de Commandeur de la Légion d'Honneur, il est élu, en 1946, à l'Académie des sciences morales et politiques.
Il fut l'époux, en premières noces, de Louise Debora Nettre (1869-1923), collaboratrice au journal féministe La Fronde sous le pseudonyme de Louise Debor et, en secondes noces, de l'historienne de l'art Stella  Rubinstein (1882-1929)
Il était également le frère du linguiste et lexicographe Oscar Bloch.  

## Publications
- La Loire d'autrefois : conférences faites sous les auspices de la Chambre de commerce d'Orléans et du département du Loiret,  Orléans, 1897, H. Herluison,  60 p. lire en ligne sur Gallica
- Cahiers de doléances du bailliage d'Orléans pour les États généraux de 1789 [Camille Bloch éditeur scientifique et auteur de l'introduction], Orléans, 1906, Imprimerie Orléanaise, 2 vol. 800 et 515 p. lire en ligne sur Gallica
- Études sur l'histoire économique de la France : 1760-1789, préface Émile Levasseur, 1900, 272 p. lire en ligne sur Gallica
- Les causes de la guerre mondiale, Paris, Hartmann, 1933, 254 p., prix Auguste-Gérard lire en ligne sur Gallica